# Декларација о проглашењу Државе Израел
Декларација о проглашењу Државе Израел је јавно прочитана у Тел Авиву, на вече Шабата (хеб. ерев шабат), 14. маја 1948. Састављена је месецима пре тога, а коначна верзија је била резултат компромиса између различитих делова израелске јавности тог времена. Те вечери, вечери када је престајао британски Мандат над Палестином, Јеврејски Народни Савет се састао у Тел Авивском Музеју и сложио се са прокламацијом, проглашавајући тиме Државу Израел. Исте вечери је новостворена држава била призната од стране САД-а, а три дана касније и од СССР-а (Стаљин је сматрао да комунистичка или прокомунистичка јеврејска држава може бити добар 'трн у оку' капиталистичким земљама Блиског истока). Али многе државе, посебно арапске, су се оштро успротивиле овоме. 
Стил Декларације подсећа на Резолуције УН-а, почињући преамбулом којом се објашњавају разлози за доношење и права Јевреја на независну државу, а затим следе тачно одређени атрибути нове Државе Израел.